# أجينة
الأُجَيْنَة أو السيفالوتس[بحاجة لمصدر] (من الإغريقية κεφαλή "رأس"، وοὔς/ὠτός "أُذن"، من أجل وصف المآبر) هو جنس يحتوي على نوع واحد هو الأُجينة الجُريبية وهو نبات إبريقي لاحم صغير.

## وصلات خارجية
- All about Cephalotus
- Evolution -- the Oxalidales Carnivore by the International Carnivorous Plant Society
- Botanical Society of America, Cephalotus follicularis - the Albany Pitcher Plant
- Inner World of Cephalotus follicularis from the John Innes Centre